# Myszarka koreańska
Myszarka koreańska (Apodemus peninsulae) – gatunek gryzonia z rodziny myszowatych (Muridae), występujący we wschodniej Azji. 

## Systematyka
Takson po raz pierwszy opisany naukowo w 1907 roku przez O. Thomasa w czasopiśmie Proceedings of the Zoological Society of London pod nazwą Micromys speciosus peninsulae. Jako miejsce typowe autor wskazał Mingyoung, 110 mil od Seulu w Korei.

## Nazewnictwo
Nazwa rodzajowa pochodzi od greckiego słowa άπόδημος apodemos – „daleko od domu, za granicą”. Epitet gatunkowy pochodzi od łacińskiego słowa paeninsulae lub peninsulae – „półwyspy” (od paeninsula lub peninsula – „półwysep” (paene – „prawie” oraz insula – „wyspa”)).

## Biologia
Myszarka koreańska żyje na Dalekim Wschodzie Azji: w środkowych i północno-wschodnich Chinach, na Półwyspie Koreańskim, w północnej Mongolii, na dużym obszarze południowo-wschodniej Rosji (aż po Kazachstan) i na japońskiej wyspie Hokkaido, choć tam liczniejsza jest myszarka japońska (A. speciosus). Zamieszkuje lasy, lasostepy, pola i góry aż do piętra hal (4000 m n.p.m.). Najpospolitsza jest w lasach mieszanych i obszarach pokrytych przez zarośla; nie unika ludzi, często jest spotykana w mieszkaniach. W lecie jest aktywna głównie wieczorem i nocą, jesienią i zimą także w dzień. Wykorzystuje naturalne kryjówki lub kopie nory, które osiągają 3,5 m długości przy głębokości 30–40 cm. Nory mają kilka komór i do dwóch wyjść.
Myszarka koreańska zjada korzenie, ziarna, nasiona, jagody, orzechy i owady. Magazynuje orzechy i żołędzie. Okres rozrodczy zaczyna się z roztopami i trwa aż do przymrozków. Zwykle wyprowadza trzy mioty po 5–6 młodych.

## Populacja
Jest to gatunek najmniejszej troski, spotykany na rozległym obszarze i o dużej liczebności. Nie stwierdzono, aby liczebność spadała, nieznane są zagrożenia dla tego gatunku.